# Wybory parlamentarne na Węgrzech w 2010 roku
Wybory parlamentarne na Węgrzech w 2010 roku odbyły się w dwóch turach: 11 i 25 kwietnia. W ich wyniku został wyłoniony skład liczącego 386 posłów Zgromadzenia Krajowego (Országgyűlés).
Wynik tych wyborów parlamentarnych jest cezurą w historii Węgier.

## Historia
Wybory odbyły się w dwóch turach w związku ze specyfiką węgierskiego systemu wyborczego – posłów wybiera się częściowo z list partyjnych, a częściowo w okręgach jednomandatowych w dwóch turach. O mandaty ubiegali się przedstawiciele 44 ugrupowań.
Analitycy podkreślali, że wybory rozstrzygną nie tyle o zwycięzcy, co o stopniu dominacji partii Fidesz na węgierskiej scenie politycznej w latach 2010–2014. Ugrupowanie Viktora Orbána zapowiedziało, że nie przystąpi po wyborach do żadnej koalicji parlamentarnej, również wtedy, gdy nie zdobędzie większości 2/3 mandatów w Zgromadzeniu Krajowym.
W pierwszej turze z 11 kwietnia 2010 mandaty w Zgromadzeniu Krajowym uzyskały Fidesz z koalicyjną Chrześcijańsko-Demokratyczną Partią Ludową (53%), Węgierska Partia Socjalistyczna (19%), Ruch na rzecz Lepszych Węgier (16%) i Polityka Może Być Inna (7,5%). Centroprawica otrzymała w I turze większość bezwzględną 206 mandatów, socjaliści – 28 mandatów, nacjonaliści – 26, a zieloni – 5. W okręgach jednomandatowych Fidesz uzyskał 119 mandatów (pozostałe ugrupowania – 0). Zarazem centroprawica wygrała wybory w pierwszej rundzie w 174 z 176 okręgów jednomandatowych (poza dwoma w Budapeszcie, gdzie prowadzili socjaliści). W 57 okręgach odbyła się II tura w dniu 25 kwietnia oraz zostały rozdzielone mandaty z listy krajowej. Progu wyborczego nie przekroczyły i nie będą mieć swojej reprezentacji w parlamencie mniejsze ugrupowania obecne na węgierskiej scenie politycznej od początku lat 90. XX w.: konserwatywne Węgierskie Forum Demokratyczne (2,7%) oraz liberalny Związek Wolnych Demokratów, pozostający w latach 1994–1998 i 2002–2008 w koalicji rządowej z postkomunistyczną lewicą. Obie partie połączyły swe siły w poszczególnych regionach, m.in. Budapeszcie.
Ostatecznie Fidesz+KDNP uzyskały w Zgromadzeniu Krajowym 263 mandatów (konstytucyjna większość 2/3 wynosi 258), wygrywając we wszystkich okręgach jednomandatowych w pierwszej i w drugiej turze, Węgierska Partia Socjalistyczna – 59, Jobbik – 47, a LMP – 16.
Kandydatem Fidesz na węgierskiego premiera był pełniący ten urząd w latach 1998–2002 Viktor Orbán. Socjaliści wystawili z kolei Attilę Mesterházyego, Jobbik – Gábora Vonę, a Węgierskie Forum Demokratyczne – Lajosa Bokrosa.

## Wynik
| Partia                          | Liczba głosów | Procent głosów | Okręgi jednomandatowe | Lista krajowa | Okręgi wielomandatowe | Suma |
| ------------------------------- | ------------- | -------------- | --------------------- | ------------- | --------------------- | ---- |
| Fidesz+KDNP                     | 3 326 524     | 52,73%         | 173                   | 87            | 3                     | 263  |
| Węgierska Partia Socjalistyczna | 1 316 789     | 19,30%         | 2                     | 28            | 29                    | 59   |
| Jobbik                          | 996 851       | 16,67%         | 0                     | 26            | 21                    | 47   |
| LMP                             | 427 313       | 7,48%          | 0                     | 5             | 11                    | 16   |

Frekwencja w pierwszej turze - 64,38%.

## Konsekwencje wyboru dokonanego przezNaród Węgierskiw 2010 r.
Fundamentalną konsekwencją wyboru przez Węgrów - obywateli (polgárok) koalicji Fidesz-KDNP jest rewolucja państwa przeprowadzona poprzez wybory. Koalicja Fidesz-KDNP, która wolą narodu uzyskała większość kwalifikowaną posłów wprowadziła nową Konstytucję Węgier i zmieniła państwo, w tym jego politykę wewnętrzną i politykę zagraniczną oraz relacje w społeczeństwie, gospodarce i państwie. Władzę wykonawczą pełnił premier Viktor Orbán i drugi rząd Viktora Orbána oraz wybrany przez koalicję węgierski prezydent Pál Schmitt, a później János Áder.